# Civilní farnost
Civilní farnost (anglicky Civil parish, obecně města a vesnice) je v Anglii nejnižší jednotkou místní samosprávy působící v rámci nadřízených hrabství a distriktů. V Anglii se tyto celky označují termínem civil parish, jenž lze doslovně přeložit jako civilní či občanská farnost.

## Historie
Rozdělení na obce je v Anglii velice starobylé. Jako civilní farnosti se označují z důvodu, že jsou odvozeny z nejnižších územních jednotek Anglikánské církve, jimiž jsou farnosti. Původně se totiž jednalo jen o církevní jednotky, ale později se z nich staly světské územně správní celky.
Podle zákona z roku 1555 byly obce zodpovědné za údržbu cest. Každý dospělý obyvatel obce byl povinen odpracovat čtyři (a později šest) dny v roce na údržbě cest včetně poskytnutí vlastních nástrojů, povozů a koní. Do zrušení klášterů v polovině 16. století se jejich mnichové starali o místní chudinu. V roce 1572 dostaly magistráty právo dohlížet na chudé a zavést daň na jejich podporu. Tento systém byl formalizován zákonem z roku 1601.
Obce byly řízeny radními (vestries), kteří se jednou ročně scházeli, aby jmenovali úředníky. Většina těchto shromáždění byla přístupná pro všechny obyvatele obce, ale v některých byla tato jednání přístupná pouze pro zvolené zástupce. Tyto obce byly zpravidla totožné s církevními farnostmi. Zákon z roku 1866 korigoval hranice obcí tak, aby území jednotlivých obcí nezasahovalo do více hrabství.
Obce v moderním pojetí byly ustanoveny zákonem z roku 1894, který zrušil původní rady a ustanovil pro obce s více než 300 voliči obecní radu (parish council) jejíž členové byli voleni. Tyto obce byly seskupeny do vesnických distriktů (rural district). Městské obce i nadále existovaly a byly zpravidla totožné s městskými (a později obecními distrikty), v nichž se nacházely. Velké městské aglomerace, původně tvořené více obcemi byly většinou posléze sloučeny do jednoho města. V městských obcích žádné obecní rady neexistovaly a jejich jedinou funkcí bylo volit sociálního ochránce chudých. Po zrušení chudinského zákona roku 1930 existovaly městské obce již jen formálně. V roce 1965 byly nejnižšími správními celky v Londýně ustanoveny městské obvody.
Zákon o místní samosprávě z roku 1972 (s platností od roku 1974) ponechal obecní rady ve venkovských oblastech a menších městech, ale zrušil je ve velkých městech. Tento zákon také zavedl možnost vytvoření samostatných obcí (ve smyslu obecní samosprávy) ve všech distriktech s výjimkou londýnských městských obvodů. Například na části území Oxfordu, jenž byl v roce 1974 jednotným správním celkem, nyní existují čtyři obce s vlastní obecní radou.
Obce představují územně různorodé oblasti od obce se 100 obyvateli až do některých městských oblastí s desítkami tisíc obyvatel. V některých oblastech tvoří jednu správní jednotku, obec, několik malých vesnic.

## Správa
Každá obec pořádá schůze pro všechny voliče obce. Většinou se toto jednání koná jednou ročně. Obec může mít radu obce (parish council), která zajišťuje agendy vyplývající z jejich statutu.
Pokud má obec méně než 200 voličů je obvyklé, že nemá obecní radu a pořádá pouze schůzi voličů, jako příklad přímé demokracie. Existuje i možnost, že několik jednotlivých malých obcí má jednu společnou radu nebo dokonce společnou schůzi voličů.
V Anglii existuje 8 700 obecních a městských rad a asi 1 500 obcí realizuje pouze schůzi voličů. Od roku 1997 vzniklo asi 100 nových obcí, v některých případech rozdělením původních obcí, ale především nově vznikly obce (jako správní obvody) v místech kde správu dříve zajišťovaly rady distriktů.

## Pravomoci
Typické příklady agend v pravomoci obecních rad:
- zajištění a údržba místních prostředků – autobusové zastávky, parky, hřiště, veřejné lavičky, veřejné záchody, veřejné osvětlení, radnice
- údržba chodníků, hřbitovů a obecní zeleně
- od roku 1997 mají obce možnost zabezpečovat obecní dopravu, prevenci kriminality (průmyslová televize) a přispívat na opatření proti hluku způsobovanému dopravou
- podpora grantů pro místní dobrovolné organizace a spolky

## Volené zastupitelstvo
Obecní rady se skládají z dobrovolníků volených na čtyři roky a jen zřídka se jedná o placenou funkci. Počet radních v jednotlivých radách je různý. Většina radních je volená v rámci celého obvodu obce, ale některé lidnatější obce jsou rozděleny na jednotlivé volební obvody.
Volby do obecních rad se konají, pouze pokud je počet kandidátů větší než požadovaný počet radních. Pro venkovské obce je typické, že počet kandidátů je menší než má mít rada členů. V takovém případě jsou další členové rady kooptování radou.